# Brede Zeyp
Brede Zeyp (ook: Brede Zijpe) is een natuurgebied van 35 hectare dat gelegen is te Koningshooikt.

## Geschiedenis
Brede Zeyp is een restant van het historische Waverwoud. Dit woud van 300 hectare was tot 1470 eigendom van de familie Van Wezemael en ging naar de staat. Ferraris omschreef het bos als Bois Den Sype op zijn kaart.
De beek De Brede Zeyp gaf zijn naam aan het bos. Waarbij de betekenis van Zeyp gracht die water geeft zou zijn.
Het bos was een productiebos en is eigendom van het OCMW van Mechelen en werd in 2012 in erfpacht gegeven aan Natuurpunt.

## Fauna en Flora

### Fauna
Vogels
Zwartkop, merel, lijster, heggenmus, winterkoning, roodborst

### Flora
Zomereik, beuk, gewone esdoorn, es, gewone den, Japanse lork, Corsicaanse den, vlier, hazelaar, meidoorn, Gelderse roos, braam, lijsterbes, sporkehout en Amerikaanse vogelkers, bosanemoon, slanke sleutelbloem, verspreidbladig goudveil, grote muur, salamonszegel, dalkruid en lelietje van dalen, mannetjesvaren, dubbelloof, adelaarsvaren, wilde appels en mispelaar.